# Hickory Hills (Illinois)
Pour les articles homonymes, voir Hickory Hills.
Hickory Hills est une ville située dans le comté de Cook en proche banlieue de Chicago dans l'État de l'Illinois aux États-Unis.

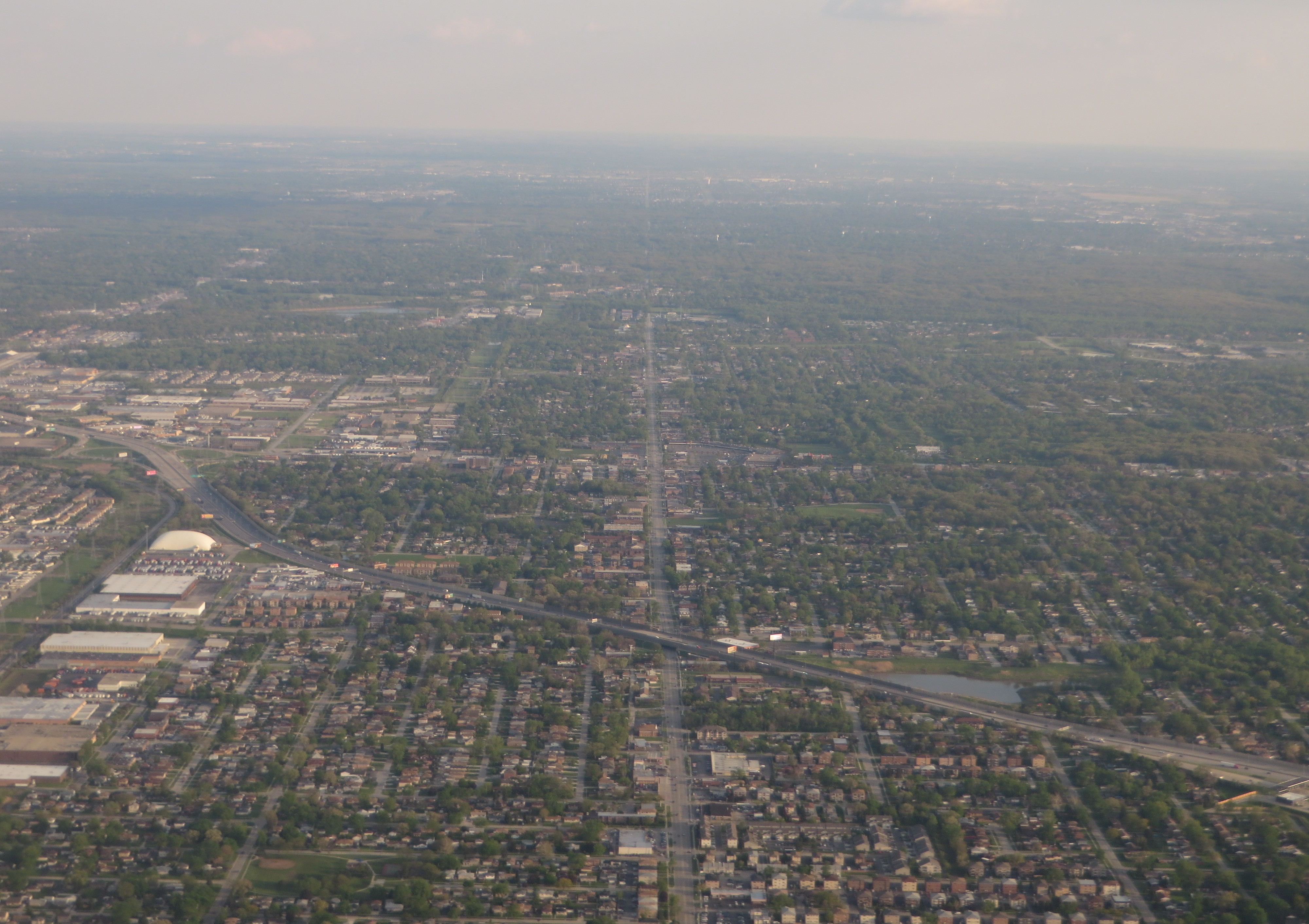
Hickory Hills, Illinois